# Mesoleptus leucostomus
Mesoleptus leucostomus là một loài tò vò trong họ Ichneumonidae.